# Zezé Di Camargo & Luciano em Espanhol
Zezé Di Camargo & Luciano em Espanhol é o segundo álbum de estúdio em língua espanhola da dupla brasileira de música sertaneja Zezé Di Camargo & Luciano, lançado em 2002. A música "Doy La Vida Por Un Beso" foi tema de abertura da telenovela Por ti, da TV Azteca.

## Faixas
| N.º | Título                                                  | Compositor(es)                                | Duração |  |
| 1.  | "Doy La Vida por Un Beso (Dou a Vida Por Um Beijo)"     | Cecílio Nena / Antônio Luiz / Lalo Prado      | 4:04    |  |
| 2.  | "Es Tarde Ya (Tarde Demais)"                            | Chrystian                                     | 3:36    |  |
| 3.  | "Ven Dime Lo Que Hago (O Que é Que Eu Faço?)"           | Alvaro Socci / Cláudio da Matta               | 3:52    |  |
| 4.  | "Te Extraño (Saudade)"                                  | Chrystian                                     | 3:21    |  |
| 5.  | "Mi Niña Veneno (Menina Veneno)"                        | Ritchie / Bernardo Vilhena                    | 4:10    |  |
| 6.  | "Basta (Pare!)"                                         | César Augusto / Piska                         | 4:12    |  |
| 7.  | "Todo Acabó (Passou da Conta)"                          | Bruno / Felipe                                | 4:40    |  |
| 8.  | "Cada Vuelta es Un Comienzo (Cada Volta é Um Recomeço)" | Nenéo / Paulo Sérgio Valle                    | 4:35    |  |
| 9.  | "Luz de Mi Mundo (Volta pra Mim)"                       | Cleberson Horsth / Ricardo Feghali            | 4:17    |  |
| 10. | "Le Mentire Al Corazon (Pra Não Pensar em Você)"        | César Augusto / Piska                         | 4:41    |  |
| 11. | "Amor Salvaje"                                          | Zezé Di Camargo / Cecílio Nena / Lucas Robles | 4:20    |  |
| 12. | "Antes de Volver a Casa (Antes de Voltar Pra Casa)"     | César Augusto / Piska                         | 4:10    |  |
| 13. | "Mi Universo Eres Tu (Meu Universo É Você)"             | Nando / Ricardo Feghali                       | 4:11    |  |